# Jan-Chris de Koeijer
Jan-Chris de Koeijer, noto anche come Jan Chris de Koeyer (Yerseke, 20 ottobre 1966), è un bassista e cantante olandese, conosciuto per la sua militanza nei Gorefest, gruppo storico nel panorama death metal di cui risulta essere anche il cofondatore.
Ha prestato la sua voce per l'album di debutto degli Ayreon, The Final Experiment, del 1995.
Dopo lo scioglimento dei Gorefest, De Koeyer si è concentrato su un progetto in studio chiamato ColdPopCulture, insieme a Iljan Mol.
Nel 2004 ha preso parte alla reunion dei Gorefest.
Nel 2006 è apparso al concerto degli Epica a Paradiso (Amsterdam) come voce aggiuntiva nella canzone Consign to Oblivion (A New Age Dawns # 3).

## Discografia
Con i Gorefest
- 1991 - Mindloss
- 1992 - False
- 1994 - Erase
- 1996 - Soul Survivor
- 1998 - Chapter 13
- 2005 - La Muerte
- 2007 - Rise to Ruin

Con gli Ayreon
- 1995 - The Final Experiment (voce nella traccia 4)

Con i Benediction
- 1993 - Transcend the Rubicon (voce nella traccia 10)